# Список объектов всемирного наследия ЮНЕСКО в Швеции
В списке Всеми́рного насле́дия ЮНЕ́СКО в Короле́встве Шве́ция  значится 15 наименований (на 2014 год), это составляет 1,2 % от общего числа (1248 на 2025 год). 13 объектов включены в список по культурным критериям, причём 1 из них признан шедевром человеческого гения (критерий i), 1 объект включен по природным критериям и еще 1 — по смешанным, причем он также признан природным феноменом исключительной красоты и эстетической важности (критерий vii). Кроме этого, по состоянию на 2014 год, один объект на территории Швеции находится в числе кандидатов на включение в список всемирного наследия. Королевство Швеция ратифицировало Конвенцию об охране всемирного культурного и природного наследия 22 января 1985 года. Первый объект, находящийся на территории Швеции был занесен в список в 1991 году на 11-й сессии Комитета всемирного наследия ЮНЕСКО.

## Список
В данной таблице объекты расположены в порядке их добавления в список всемирного наследия ЮНЕСКО.
| #  | Изображение | Название | Местоположение | Время создания          | Год внесения в список | №    | Критерии              |
| -- | ----------- | --- | --- | ----------------------- | --------------------- | ---- | --------------------- |
| 1  |             | Королевская резиденция Дротнингхольм (швед. Drottningholms slott)                                            | Город: Стокгольм Лен: Стокгольм | XVI век                 | 1991                  | 559  | iv                    |
| 2  |             | Археологические объекты Бирка и Ховгорден (швед. Arkeologiska utgrävningar av Birka och Hovgården)           | Ближайший город: Стокгольм Лен: Стокгольм                                                                                          | 800—975                 | 1993                  | 555  | iii, iv               |
| 3  |             | Железоделательный завод Энгельсберг (швед. Engelsbergs bruk)                                                 | Ближайший город: Фагерста Лен: Вестманланд                                                                                         | 1681                    | 1993                  | 556  | iv                    |
| 4  |             | Наскальные рельефы в Тануме (швед. Rock reliefer i Tanum)                                                    | Ближайший город: Танумсхеде Лен: Вестра-Гёталанд                                                                                   | II тысячелетие до н. э. | 1994                  | 557  | i, iii, iv            |
| 5  |             | Скугсчюркогорден — «Лесное кладбище» в Стокгольме (швед. Skogskyrkogården)                                   | Лен: Стокгольм | 1917—1940               | 1994                  | 558  | ii, iv                |
| 6  |             | Ганзейский город Висбю (швед. Hansestaden Visby)                                                             | Лен: Готланд | С X века                | 1995                  | 731  | iv, v                 |
| 7  |             | «Церковный посёлок» Гаммельстад вблизи города Лулео (швед. «Kyrkan uppgörelse» Gammelstad nära staden Luleå) | Лен: Норрботтен | XIII век                | 1996                  | 762  | ii, iv, v             |
| 8  |             | Лапония (швед. Laponia)                                                                                      | Лен: Норрботтен | —                       | 1996                  | 774  | iii, v, vii, viii, ix |
| 9  |             | Военно-морской порт города Карлскруна (швед. Örlogsstaden Karlskrona)                                        | Лен: Блекинге | 1680                    | 1998                  | 871  | ii, iv                |
| 10 |             | Сельский ландшафт в южной части острова Эланд (швед. Landsbygdens landskap i södra delen av Öland)           | Лен: Кальмар | —                       | 2000                  | 968  | iv, v                 |
| 11 |             | Высокий берег и архипелаг Кваркен (швед. «Höga kusten», skärgården Kvarken                                   | Ближайший город: Эрншёльдсвик Лен: Вестерноррланд (Совместно с Финляндией )                                                        | —                       | 2000 2006             | 898  | viii                  |
| 12 |             | Горнопромышленный район Большая Медная гора, город Фалун (швед. Mining regionen Stora Kopparberget i Falun)  | Лен: Даларна | X век                   | 2001                  | 1027 | ii, iii, v            |
| 13 |             | Радиостанция в Варберге (швед. Radiostationen Varberg)                                                       | Город: Варберг Лен: Халланд | 1924                    | 2004                  | 1134 | ii, iv                |
| 14 |             | Геодезическая дуга Струве (швед. Struves meridianbåge) (4 пункта)                                            | Лен: Норрботтен (Совместно с Норвегией , Финляндией , Россией , Эстонией , Латвией , Литвой , Белоруссией , Молдавией , Украиной ) | XIX век                 | 2005                  | 1187 | ii, iii, vi           |
| 15 |             | Декорированные фермы Хельсингланда (швед. Hälsingegårdar)                                                    | Лены: Евлеборг, Емтланд | XIV — XIX век           | 2012                  | 1282 | v                     |

## Предварительный список
В таблице объекты расположены в порядке их добавления в предварительный список. В данном списке указаны объекты, предложенные правительством Швеции в качестве кандидатов на занесение в список всемирного наследия.
| # | Изображение | Название                                                                                            | Местоположение           | Время создания | Год внесения в список | №    | Критерии |
| - | ----------- | --------------------------------------------------------------------------------------------------- | ------------------------ | -------------- | --------------------- | ---- | -------- |
| 1 |             | Памятные места Линнея, связанные с разработкой Биологической систематики (швед. Vetenskapligt namn) | Лены: Крунуберг, Уппсала | XVIII век      | 2009                  | 5491 | vi       |